# Liste der niederländischen Abgeordneten zum EU-Parlament (1999–2004)
Die Liste der niederländischen Abgeordneten zum EU-Parlament (1999–2004) listet alle niederländischen Mitglieder des 5. Europäischen Parlaments nach der Europawahl in den Niederlanden 1999.

## Mandatsstärke der Parteien
- GUE/NGL: 1
- SPE: 6
- G/EFA: 4
- ELDR: 8
- EVP-ED: 9
- EDU: 3

| Nationale Partei | Mandate | Fraktion                                                                                      |
| --- | ------- | --------------------------------------------------------------------------------------------- |
| Christen-Democratisch Appèl (CDA) | 9       | Fraktion der Europäischen Volkspartei und europäischer Demokraten (EVP-ED)                    |
| Volkspartij voor Vrijheid en Democratie (VVD) | 6       | Fraktion der Europäischen Liberalen, Demokratischen und Reformpartei (ELDR)                   |
| Democraten 66 (D66) | 2       | Fraktion der Europäischen Liberalen, Demokratischen und Reformpartei (ELDR)                   |
| Partij van de Arbeid (PvdA) | 6       | Fraktion der Sozialdemokratischen Partei Europas (SPE)                                        |
| GroenLinks (GL) | 4       | Die Grünen/Europäische Freie Allianz (G/EFA)                                                  |
| Staatkundig Gereformeerde Partij (SGP), 000Gereformeerd Politiek Verbond (GPV), 000Reformatorische Politieke Federatie (RPF)Staatkundig Gereformeerde Partij (SGP), 000ChristenUnie (CU) (ab 2001) | 3       | Europa der Demokratien und der Unterschiede (EDU)                                             |
| Socialistische Partij (SP) | 1       | Konföderale Fraktion der Vereinten Europäischen Linken/ 000Nordischen Grünen Linken (GUE/NGL) |
| Gesamt | 31      |                                                                                               |

## Abgeordnete
| Bild | MEP                       | von           | bis           | Partei | Fraktion | Anmerkungen                            |
| ---- | ------------------------- | ------------- | ------------- | ------ | -------- | -------------------------------------- |
|      | Bastiaan Belder           | 20. Juli 1999 | 19. Juli 2004 | SGP    | EDU      |                                        |
|      | Max van den Berg          | 20. Juli 1999 | 19. Juli 2004 | PvdA   | SPE      |                                        |
|      | Johannes Blokland         | 20. Juli 1999 | 19. Juli 2004 | GPV    | EDU      |                                        |
|      | Johanna Boogerd-Quaak     | 5. Feb. 2003  | 19. Juli 2004 | D66    | ELDR     | Nachgerückt für Lousewies van der Laan |
|      | Bob van den Bos           | 20. Juli 1999 | 19. Juli 2004 | D66    | ELDR     |                                        |
|      | Theo Bouwman              | 20. Juli 1999 | 19. Juli 2004 | GL     | G/EFA    |                                        |
|      | Cees Bremmer              | 1. Okt. 2003  | 19. Juli 2004 | CDA    | EVP-ED   | Nachgerückt für Hanja Maij-Weggen      |
|      | Kathalijne Buitenweg      | 20. Juli 1999 | 19. Juli 2004 | GL     | G/EFA    |                                        |
|      | Ieke van den Burg         | 20. Juli 1999 | 19. Juli 2004 | PvdA   | SPE      |                                        |
|      | Dorette Corbey            | 20. Juli 1999 | 19. Juli 2004 | PvdA   | SPE      |                                        |
|      | Rijk van Dam              | 20. Juli 1999 | 19. Juli 2004 | RPF/CU | EDU      |                                        |
|      | Bert Doorn                | 20. Juli 1999 | 19. Juli 2004 | CDA    | EVP-ED   |                                        |
|      | Michiel van Hulten        | 20. Juli 1999 | 19. Juli 2004 | PvdA   | SPE      |                                        |
|      | Lousewies van der Laan    | 20. Juli 1999 | 30. Jan. 2003 | D66    | ELDR     | Nachrückerin: Johanna Boogerd-Quaak    |
|      | Joost Lagendijk           | 20. Juli 1999 | 19. Juli 2004 | GL     | G/EFA    |                                        |
|      | Albert Jan Maat           | 20. Juli 1999 | 19. Juli 2004 | CDA    | EVP-ED   |                                        |
|      | Jules Maaten              | 20. Juli 1999 | 19. Juli 2004 | VVD    | ELDR     |                                        |
|      | Hanja Maij-Weggen         | 20. Juli 1999 | 30. Sep. 2003 | CDA    | EVP-ED   | Nachrücker: Cees Bremmer               |
|      | Toine Manders             | 20. Juli 1999 | 19. Juli 2004 | VVD    | ELDR     |                                        |
|      | Maria Martens             | 20. Juli 1999 | 19. Juli 2004 | CDA    | EVP-ED   |                                        |
|      | Erik Meijer               | 20. Juli 1999 | 19. Juli 2004 | SP     | GUE/NGL  |                                        |
|      | Jan Mulder                | 20. Juli 1999 | 19. Juli 2004 | VVD    | ELDR     |                                        |
|      | Ria Oomen-Ruijten         | 20. Juli 1999 | 19. Juli 2004 | CDA    | EVP-ED   |                                        |
|      | Arie Oostlander           | 20. Juli 1999 | 19. Juli 2004 | CDA    | EVP-ED   |                                        |
|      | Karla Peijs               | 20. Juli 1999 | 27. Mai 2003  | CDA    | EVP-ED   | Nachrücker: Peter Pex                  |
|      | Peter Pex                 | 11. Juni 2003 | 19. Juli 2004 | CDA    | EVP-ED   | Nachgerückt für Karla Peijs            |
|      | Elly Plooij-van Gorsel    | 20. Juli 1999 | 19. Juli 2004 | VVD    | ELDR     |                                        |
|      | Bartho Pronk              | 20. Juli 1999 | 19. Juli 2004 | CDA    | EVP-ED   |                                        |
|      | Alexander de Roo          | 20. Juli 1999 | 19. Juli 2004 | GL     | G/EFA    |                                        |
|      | Marieke Sanders-Ten Holte | 20. Juli 1999 | 19. Juli 2004 | VVD    | ELDR     |                                        |
|      | Joke Swiebel              | 20. Juli 1999 | 19. Juli 2004 | PvdA   | SPE      |                                        |
|      | Wim van Velzen            | 20. Juli 1999 | 19. Juli 2004 | CDA    | EVP-ED   |                                        |
|      | Herman Vermeer            | 12. Nov. 2001 | 19. Juli 2004 | VVD    | ELDR     | Nachgerückt für Jan-Kees Wiebenga      |
|      | Jan-Kees Wiebenga         | 20. Juli 1999 | Okt. 2001     | VVD    | ELDR     | Nachrücker: Herman Vermeer             |
|      | Jan Marinus Wiersma       | 20. Juli 1999 | 19. Juli 2004 | PvdA   | SPE      |                                        |